# ブリット・アーヴィン
ブリットニー・エリザベス・アーヴィン (Brittney Elizabeth Irvin, 1984年11月10日 -) は、カナダの女優、声優。

## 出演作品
- マドレーヌ
- 怖い名付け親：ハロウィーンの不気味な - ケイティ
- 犬夜叉
- マイリトルポニー〜トモダチは魔法〜 - ライトニングダスト